# Вероніка Герін
Вероніка Герін (англ. Veronica Guerin, 5 липня 1959—26 червня 1996) — ірландська журналістка, вбита наркоторговцями.

## Біографія
До початку журналістської кар'єри професійно займалася декількома видами спорту, зокрема футболом і баскетболом, в тому числі граючи за збірну своєї країни. Займалася кримінальною журналістикою, розробляючи тему торгівлі наркотиками в Ірландії. Злочинці погрожували їй та її родині, у 1994 році будинок Герін був обстріляний невідомими.

### Вбивство
Була розстріляна у власній машині шістьма пострілами з револьвера 26 червня 1996 року. Замах здійснили двоє чоловіків, що пересувалися на мотоциклі. Вбивство викликало широкий громадський резонанс і призвело до створення в Ірландії служби Criminal Assets Bureau. Похорони журналістки відвідали прем'єр-міністр і головнокомандувач армією Ірландії. Профспілки оголосили в пам'ять про неї хвилину мовчання.

## Пам'ять
- Статуя Герін встановлено близько Дублінського замку
- Фільм «Полювання на Вероніку»